# Mount Alberta
Mount Alberta je  hora o nadmořské výšce 3619 metrů v národním parku Jasper v kanadské provincii Alberta. Je jedním z nejvyšších vrcholů kanadských Skalistých hor. 

## Geografie
Mount Alberta se nachází severně od Columbia Ice Field, na východním břehu řeky Athabasca. Je nejvyšší vrcholem Sir Winston Churchill Range. 

## Pojmenování
Hora, stejně jako provincie se stejným názvem, byla pojmenována po princezně Louise Caroline Albertě z Velké Británie a Irska, dceři britské královny Viktorie. 

## Historie lezení
Prvovýstup uskutečnili 21. července 1925 horolezci Maki Yūkō, Seiichi Hashimoto, Masanobu Hatano, Tanezo Hayakawa, Yukio Mita a Natagene Okabe z Japonska, jakož i horští průvodci Heinrich Fuhrer, Hans Kohler a Jean Weber ze Švýcarska. Výstup na Mount Alberta je považován za velmi náročný a vyznačuje se vysokou obtížností.